# 시라노 드 베르주라크 (희곡)
시라노 드 베르주라크(Cyrano de Bergerac)는 에드몽 로스탕이 쓴 5막 운문(韻文). 희곡 작품이다. 17세기의 사실(史實)을 극화(劇化)한 것으로 이 주인공인 시라노 드 베르주라크는 실제의 시라노 드 베르주라크의 생을 보여주고 있다.
청순·협기(狹氣)의 로맨틱한 무대와 함께 일반 대중에게도 이해되기 쉽기 때문에 세계적으로 널리 알려져 있다. 1897년 파리의 폴드 상마르탕 극장에서 초연되어 대호평을 받았다. 대한민국에서도 손우성 역으로 '국립극단'(1958. 6), '실험극장'(1971. 1) 등에서 상연되었다.

## 줄거리
코가 유난히 큰 추남(醜男) 시라노는 청순하고 아름다운 종매(從妹) 록산을 남몰래 사랑하고 있다. 그러나 록산은 미남자 크리스티앙을 사랑하고 있다. 시라노는 두 사람의 사랑을 맺어주기 위해, 연문(戀文)을 쓸 줄 모르는 크리스티앙을 대필(代筆)하여, 그 가운데다 자신의 생각을 넣어 보낸다. 곧이어 시라노와 크리스티앙은 전장(戰場)에 나가게 되지만, 이 대필의 연문은 계속된다. 그러나 록산이 마음을 빼앗기고 있는 것은(사랑하고 있는 것은) 인간 크리스티앙이 아니라 시라노가 대신 써 보낸 연문이었던 것이다. 크리스티앙은 그 전투에서 전사하고 인생무상을 느낀 록산은 수녀원(修女院)에 들어간다. 그로부터 15년 후, 결투에서 거의 죽게 될 지경의 중상을 입은 시라노는 수도원의 록산을 만나러 간다. 그때 그가 말하는 크리스티앙의 최후의 편지 문구(文句)로써 그녀는 비로소 시라노의 사랑을 알게 된다.